# ショウアップナイターストライク!
ショウアップナイターストライク!は、ニッポン放送で2003年度と2004年度にナイターオフ（10月から翌年3月）期間に毎週月曜日 - 金曜日（2003年度のみ、毎週月曜日 - 土曜日）に生放送されていたニッポン放送のスポーツ情報ラジオ番組（帯番組）。
メインパーソナリティは野球解説者の田尾安志。

## 概要
同局で3月（年によっては4月）末 - 9月末に放送される「ニッポン放送ショウアップナイター」の時間帯に、ナイターオフシーズンに放送されていた生放送のワイド番組。ニュース、スポーツなどを中心にした情報ラジオバラエティ。なお、この番組は19時台（19:00 - 20:00）に全国にネットされていたが、2002年度に放送されていた「ショウアップナイターニュース」のようにネット局でのタイトル差し替えはなかった。
2003年度（2003年9月 - 2004年3月）に放送されたのが好評だったことから、月〜金曜の平日版のみ、2004年シーズンオフもほぼ同内容で放送されていた（ただし、放送時間については編成上短縮）。
2004年度（2004年10月 - 2005年3月）の放送期間中にメインパーソナリティの田尾は、2005年に新設されたプロ野球の東北楽天ゴールデンイーグルスの監督に就任した。春季キャンプのため田尾は2005年1月27日の放送をもって降板した。

## パーソナリティ
平日
- 田尾安志－野球評論家。2005年東北楽天ゴールデンイーグルス監督（2003年度・2004年度のみ、2004年度は月 - 木。2005年1月27日をもって監督業専念のため降板）
- 松本秀夫－同局スポーツ部アナウンサー（月 - 金。この番組では平仮名の「松本ひでお」名義）
- アシスタント：新保友映－同局アナウンサー（2004年10月1日から2005年1月21日は金曜のみ、2005年1月28日から月 - 金曜担当）

土曜日（2003年度のみ）
- 大久保博元－当時 野球解説者
- 師岡正雄－同局スポーツ部アナウンサー

## 放送時間
- 2003年度
  - 平日2003年9月29日 - 2004年3月26日　月 - 金曜夕方18:00 - 20:50
  - 週末2003年10月4日 - 2004年3月27日　土曜夕方17:30 - 19:00（毎月第3週は『小泉総理 ラジオで語る』を放送の為、17:40開始）
- 2004年度
  - 平日2004年9月27日 - 2005年3月25日　月 - 金曜夕方18:00 - 20:20
  - 週末　放送なし

## 2003年シーズンオフ
- 2003年9月29日から2004年3月26日までは、月 - 金曜18時 - 20時50分（パーソナリティ：田尾安志、松本秀夫。地方局は基本的に19時 - 20時。KBS京都・四国放送は19時30分まで、茨城放送・ラジオ沖縄は20時50分までネット）
- その他、2003年10月4日から2004年3月27日まで「週末版」として土曜17時30分 - 19時にも放送されていた（パーソナリティ：デーブ大久保、師岡正雄。週末版は関東ローカル）。

番組内の他番組（月曜 - 金曜）
- 18:30 - 18:35「小島奈津子のおかえりなさい」

パーソナリティ／小島奈津子（元フジテレビアナウンサー）
- 19:40 - 19:50「山田邦子の今夜もおつかれ!」

パーソナリティ／山田邦子（タレント）
- 20:15 - 20:45（箱番組）

月曜日「ガイダメ・ドットコムプレゼンツ 川口一晃のマネー塾」
パーソナリティ／川口一晃（経済評論家）・冨田のりこ・若林史江（経済アドバイザー）
火曜日　
20:15 - 20:25「加トちゃんのスーパー黄金伝説」
パーソナリティ／加藤茶（タレント）・桜庭亮平・那須恵理子
20:25 - 20:45「青春リクエスト」
パーソナリティ／カン・ダヒョン・松本ひでおアナウンサー　
水曜日「北島三郎 元気出せニッポン!」
パーソナリティ／北島三郎（歌手）
木曜日「末井編集長のホン・ザ・レディオ」
パーソナリティ／末井昭（白夜書房取締役編集局長）
金曜日「秋元康 人生の鍵」
パーソナリティ／秋元康（作詞家）
番組内の他番組（土曜）
- 「松井秀喜 挑戦への道」

## 2004年シーズンオフ
- 2004年9月27日から2005年3月25日までは、月 - 金曜の18時 - 20時20分の時間帯で再び放送開始。うち19時 - 20時は一部のローカル局にマイクロネットされている（KBS京都は19時30分まで、茨城放送・ラジオ沖縄は20時20分までネット）。

番組内の他番組
- 18:30 - 18:35「小島奈津子のおかえりなさい」

パーソナリティ／小島奈津子（元フジテレビアナウンサー）
- 19:40 - 19:50（箱番組）

月曜日 - 水曜日はなし
木曜日「黒木瞳のTALK RADIO」 
パーソナリティ／黒木瞳（女優）
金曜日「加トちゃんのスーパー黄金伝説」 
パーソナリティ／加藤茶（タレント）・桜庭亮平・那須恵理子

### 2004年度番組タイムテーブル
18:00　オープニング
18:03　今日の聞き所ストライク 3球勝負!
18:10　ニッポン放送ニュース（報道部・井土厚）
18:15　ストライク天気予報（2005年3月1日からストライク杉花粉情報へ変更）
18:17　スポーツ一本釣り!
18:22　今日の特集
18:31　ニッポン放送交通情報
18:33　ストライク天気予報
18:34　小島奈津子のおかえりなさい　
18:38　クイズDEデート ひでおさんと一緒
18:45　タウンページPresents ラジオ産経抄
18:54　ニッポン放送交通情報（木曜・金曜のみ週末まる特インフォメーション）
19:00　全国放送オープニング
19:10　JA-SSニッポン全国寄り道マップ
19:30　Oh! Myready
19:40 - 19:50（箱番組）
月 - 水　ひでおの青春フォークソング図鑑
木曜日　黒木瞳のTALK RADIO（黒木瞳）
金曜日　加トちゃんのスーパー黄金伝説（加藤茶）
19:55　ニッポン放送交通情報
19:59　全国放送エンディング
20:00　ニッポン放送ニュース（日替わりでデスクが担当）　
20:04　バースデーイブ　
20:09　川野良子のビジネスショウアップ!（川野良子）
20:17　エンディング

## 主なコーナー
- HEIWA いまどきスロットる

2003年度のコーナーで、応募してきたリスナー（主に主婦が中心）が電話でクイズに4問答え、賞金をゲットするというもの。1問正解で1000円、2問正解で2000円、3問正解で3000円、さらに4問目はさまざまな人が出す1問の問題（最終日2004年3月26日は「垣花正のニュースわかんない!?」より垣花正だった。その他にも森永卓郎、うえやなぎまさひこアナなどが出題した）に答えることができれば5倍の15000円が獲得できるというもの。
- クイズDEデート 田尾さんと一緒・クイズDEデート ひでおさんと一緒

2004年度のコーナーで、応募してきたリスナー（主に主婦が中心）が電話でクイズに4問答え、賞金をゲットするというもの。1問正解で1000円、2問正解で2000円、3問正解で3000円までは前身のHEIWAいまどきスロットると変わらないが、少しアレンジ。今回の4問目は20秒の間に田尾（松本）と一緒に1問に2〜4個ほどある答えを答えることができればリスナーが5倍の15000円が獲得できるというやり方へ変更。松本アナだけや応募者だけが答えを言っても可。週末の金曜日はWチャンスの日。問題の後にルーレットをやり、獲得賞金が多くなるチャンス!ルーレットで成功すれば15000円の倍の30000円が獲得できる。ただし、値段が15000円のそのままの時もある。獲得賞金に変更なし。
「HEIWAいまどきスロットる」の改名・リニューアル版。月曜から木曜日はコーナー名が「田尾さんと一緒」、金曜日は「ひでおさんと一緒」だったが、田尾が監督業に専念するため番組を降板したので、1月28日から毎日「ひでおさんと一緒」となった。毎週木曜日はSo-net「韓動ドラマ!」とタイアップし、コーナー名に「アジアンエンタメクイズ」が付加される。出題されるクイズも韓国のドラマと話題になる。この模様は終了した現在もSo-netで動画で見ることができる。
- スポーツ一本釣り!

スポーツ情報のコーナー
など
- 日本全国珍道中!

2003年度のコーナー。
- TOYOTAアフター7 ～これでつかめ!～

2003年度のコーナー。2002年度のナイターオフに放送されていた『ナイターニュース』からの引き継ぎ。
- ニッポン全国寄り道マップ

2004年度のコーナー。
- Oh! Myready

2004年度のコーナー。
- バースデーイブ

2004年度のコーナーで、リスナーではがきやメール・ファックスを送ってきた明日誕生日の方へ感謝の気持ちをこめてメッセージを送ると共に、番組からフジテレビフラワーセンターから花束をプレゼントするコーナー。
- ひでおの青春フォークソング図鑑

2004年度の月曜-水曜のコーナー。

## その他
- 全国ネット放送時間（19:00 - 20:00）の間も19:55頃にニッポン放送では交通情報が流れるが、一部の地方局では交通情報の時間帯はCMが流れる。CMがない場合はそのままフィラーとしてニッポン放送の交通情報のBGMが流れる。
- 2005年2月21日 - 2月25日にはショウアップナイターニュース（2002年10月 - 2003年3月）時代に共演した松本ひでおアナと現在は朝ワイド『森永卓郎の朝はモリタク!もりだくSUN』のパーソナリティでもおなじみの経済アナリスト森永卓郎のコンビで放送。「男はつらいよリクエスト」も復活。

## 2005年シーズンオフ
- 2005年10月3日からは、「松本ひでおのショウアップナイターストライク!」として月〜金曜17時30分 - 20時の時間で開始。

## 番組エンディングテーマ
- 「PIECES OF DREAM」ケミストリー
- 「Yes－No」小田和正
- 「太陽と喉の中で」CHAGE and ASKA